# Ferrys (empresa textil)
Ferry's fue una empresa textil española fundada en 1928 por los hermanos Vicente y Salvador Ferri en la localidad de Canals, Valencia. 

## Historia
El origen de la familia Ferri en Canals se remonta a principios del siglo XX, cuando Salvador Ferri Insa, natural de Aielo de Malferit, se asentó en la localidad con el propósito de consolidar su negocio de harinas. El negocio comenzó modestamente, con un molino de harina y una pequeña fábrica de algodón, lo que sentó las bases para el futuro crecimiento de la empresa.
En 1930, la familia Ferri experimentó un cambio significativo cuando obtuvieron el Gordo de la Lotería de Navidad, lo que les permitió adquirir el 100% de una firma productora de calcetería, en la que ya tenían participación. A partir de los años 50, los hermanos Ferri ampliaron la fábrica, integrando nuevas áreas de producción como hilaturas y acabados.
La empresa Ferry's fue un referente en la industria de géneros de punto, llegando a emplear a 1.800 trabajadores. A principios de la década de 1990, se posicionó en el noveno lugar dentro de las empresas españolas del sector y se destacó como la única con un proceso de producción vertical completo. La fábrica, ubicada en Canals, se especializaba en la fabricación de calcetería y prendas interiores tanto masculinas como femeninas. En 1989, la empresa vendió más de un millón de docenas de calcetines y cerca de tres millones de docenas de productos de confección de punto, alcanzando una facturación cercana a los 50 millones de euros (8.300 millones de pesetas). A lo largo de su trayectoria, Ferry's desempeñó un papel crucial en el desarrollo económico de Canals y sus alrededores.
La tragedia familiar
La historia de la familia Ferri está marcada por una serie de tragedias personales. En 1954, Salvador Ferri falleció repentinamente de un infarto mientras realizaba un viaje de negocios a Zaragoza, lo que dejó a su hermano Vicente como único líder de Ferrys. Bajo su dirección, la empresa continuó su expansión, pero la tragedia volvió a golpear a la familia.
En 1963, Vicente Ferri falleció en un accidente de tráfico, dejando a su esposa Carmen López Bonilla embarazada de siete meses y con seis hijos pequeños. Tras su muerte, el control de Ferrys pasó a Jaime Sagués, amigo cercano y compañero de estudios de Vicente, quien asumió la responsabilidad en nombre de la familia. Bajo su gestión, se inició una etapa en la que la firma textil estuvo dirigida por diversos ejecutivos. En los años 70, Antonio Castells asumió la gerencia, y a partir de 1977, Julián Corell, casado con Ana Ferri, dirigió la empresa, llevando a Ferrys a su época más esplendorosa, con 1.800 empleados.
En 1989, la gerencia regresó a manos de un miembro de la familia cuando Jaime Ferri, el primer hijo varón de Vicente, asumió el liderazgo de la empresa y emprendió su modernización. No obstante, la familia continuó enfrentando tragedias, ya que uno de los hijos de Vicente y Carmen falleció años más tarde también a causa de un accidente de tráfico.

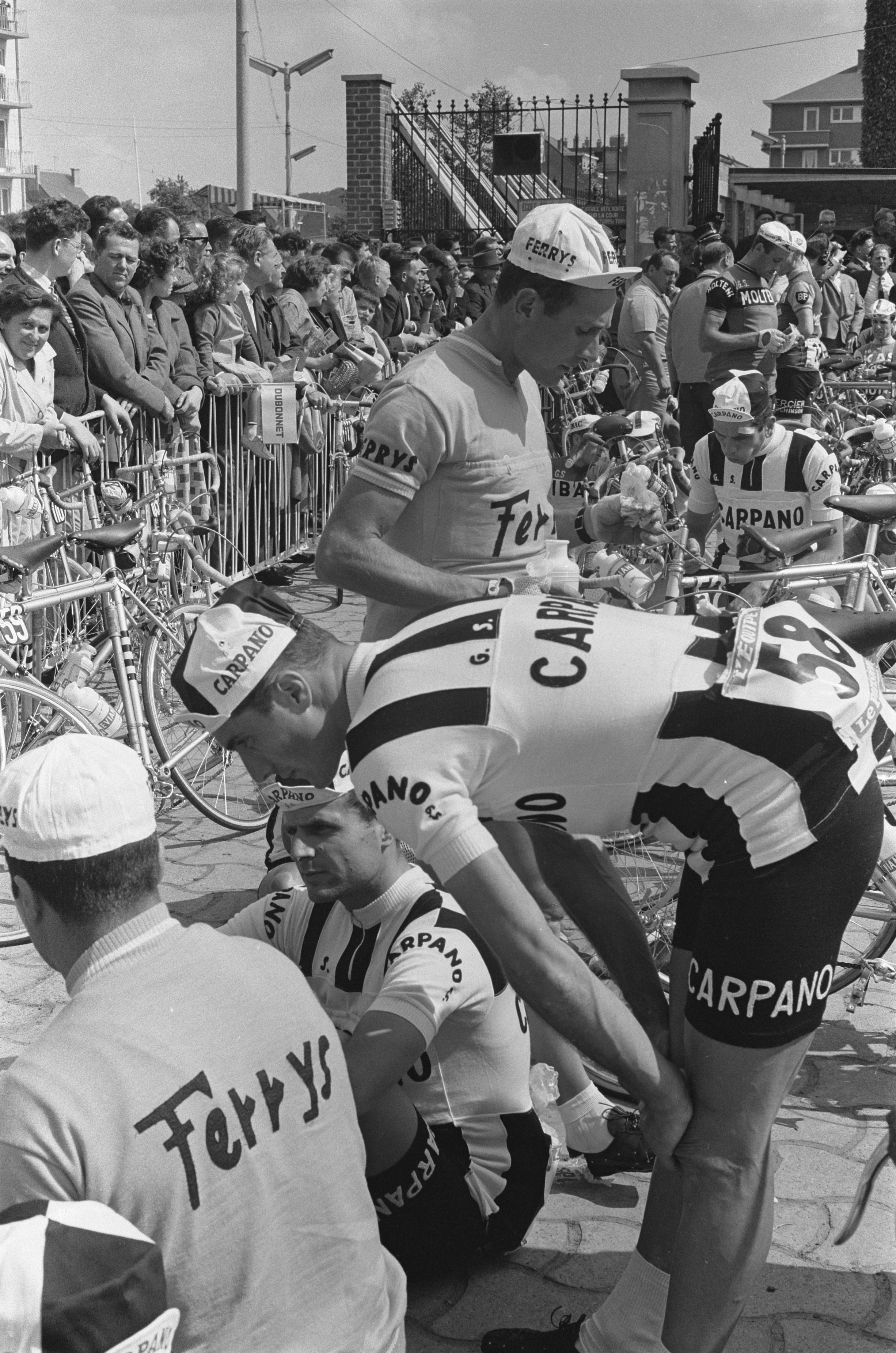
Corredores de Campano y de Ferry's

En 1958, la empresa Ferry's creó un equipo ciclista que marcó un hito en el ciclismo profesional español, participando en importantes competiciones internacionales como el Giro de Italia, el Tour de Francia y la Vuelta a España. Este equipo no solo fue un referente deportivo para la región valenciana, sino también un innovador ejemplo de marketing deportivo en una época en la que el ciclismo era uno de los deportes más seguidos en España. 
En 1968, el equipo desapareció debido a un cambio en la dirección de la empresa, que decidió abandonar el patrocinio deportivo y centrarse en estrategias publicitarias televisivas. A pesar de esto, Ferry's continuó patrocinando premios en algunas competiciones ciclistas.
Además, Ferry's fue patrocinador de Ricardo Tormo, piloto de motociclismo valenciano bicampeón del mundo en la cilindrada de 50cc. Durante la década de los 90, la empresa también patrocinó al Club de Baloncesto Llíria, llamándose entonces "Ferrys Llíria".
En 1992, Ferry's fue considerada como la empresa más admirada por parte de los directivos que respondieron a la encuesta de la revista La Actualidad Económica. Sin embargo, a mediados de los años 90, la compañía comenzó a experimentar dificultades económicas debido a tres factores: en primer lugar no supo adaptarse a un mercado que empezaba a exigir más variedad y diseño en sus productos, en segundo lugar no era capaz de imponerse a la creciente competencia del mercado chino y, por último, acusaba una importante falta de modernización  de sus instalaciones de producción.
En enero de 1995, la incorporación al capital de la empresa Ferry's de la firma francesa Devanlay, poseedora del derecho exclusivo de crear, fabricar y vender las prendas de vestir y productos de marroquinería de Lacoste en todo el mundo, desencadenó una serie de conflictos con la familia fundadora, lo que finalmente derivó en una suspensión de pagos. Esta situación llevó al entonces candidato a la Generalitat, Eduardo Zaplana, a comprometerse públicamente a reflotar la empresa. Durante la siguiente década, la empresa recibió un total de 12,8 millones de euros en ayudas directas de la Generalitat a través del Instituto Valenciano de Finanzas (IVF) y más de 14 millones en créditos por parte de las cajas valencianas, además de aplazamientos de deuda por parte de la Seguridad Social y Hacienda. No obstante, estas medidas no lograron solucionar los problemas de la compañía.
En 2005, Ferry's entró en un proceso concursal debido a las deudas acumuladas, que alcanzaron los 45 millones de euros. Ese mismo año, la empresa anunció pérdidas netas de 4,8 millones de euros.
Impacto en Canals y la Familia Ferri
La venta de Ferry's representó un duro golpe para la localidad de Canals y la comarca de La Costera, que dependían en gran medida de la empresa para su desarrollo económico. Con fábricas en Canals y Benifaió, Ferry's había sido una empresa "puntera" en la industria de géneros de punto, según el secretario general del Sindicato Independiente (SI), Fermín Palacios. La firma, que creó marcas de "reconocido prestigio", empleaba directamente e indirectamente a 12.000 personas de la región, siendo una de las principales fuentes de empleo y progreso. Sin embargo, la crisis financiera que atravesó dejó a muchos trabajadores en una situación incierta, afectando gravemente a la economía local.
Por otro lado, la familia Ferri también experimentó un declive en su fortuna personal. Beatriz Ferri, hija mayor del fundador, fue la última en deshacerse del pequeño porcentaje de la empresa que aún conservaba, lo que marcó el fin de la participación de la familia en el negocio que había creado.
Cierre
En 2006, Ferry's se encontraba bajo el control del holding francés Devanlay tras la venta total de la empresa por parte de la familia Ferri. La nueva dirección implementó un plan de viabilidad que incluía la modernización de la maquinaria, la reducción de la plantilla a la mitad, unos 510 trabajadores, y la externalización de la producción a otros países como Túnez y Turquía. Sin embargo, estos esfuerzos no fueron suficientes para revertir la situación financiera de la compañía.
En 2007, la situación llegó a su punto crítico cuando la dirección decidió cerrar definitivamente Géneros de Punto Ferrys tras fracasar en el plan de viabilidad aprobado el año anterior, que incluía una quita del 63% de la deuda. La empresa, que ya en 2006 no logró generar los ingresos suficientes para hacer frente a sus pasivos, continuaba arrastrando retrasos en el pago de salarios a sus 300 trabajadores en 2007. Además, acumulaba importantes deudas con la Seguridad Social, Hacienda, el Instituto Valenciano de Finanzas, Bancaja, Fogasa y la CAM.

## Renacimiento de Ferry's
En 2008, la marca Ferry’s fue adquirida en subasta por Virtudes Arnau y Modesto Martín, antiguos empleados de la extinta Géneros de Punto Ferrys. Relanzaron la marca en 2009, enfocándose en consolidar su distribución en España. Aunque enfrentaron dificultades debido a la crisis y la pérdida de antiguos clientes, la empresa ha crecido lentamente y expandió su presencia en el mercado, con exportaciones limitadas a Suiza y Camerún. En 2011 la empresa alcanzó una facturación de seis millones de euros.